# Elif Dalgıç
Elif Dalgıç (* 22. Juni 2001 in Çankırı) ist eine türkische Handball- und Beachhandballspielerin. Sie spielt auf der Position der Kreisläuferin.
Sie studiert an der Trakya Üniversitesi.

## Hallenhandball
Elif Dalgıç spielt für den türkischen Erstligisten Üsküdar Belediyesi SK.

## Beachhandball
Dalgıç wurde erstmals für die Beachhandball-Junioreneuropameisterschaften 2018 (U-18) für ein Turnier in eine türkische Auswahlmannschaft berufen. Die türkische Mannschaft, die zuvor mehrere Jahre nicht mehr an internationalen Turnieren teilgenommen hatte, verlor alle vier Spiele der Vorrunde, wobei Dalgıç im Spiel gegen die Ungarinnen nicht zum Einsatz kam. Nach einer weiteren Niederlage in der Platzierungsrunde gegen Griechenland kam es im letzten Spiel zum Kampf um den vorletzten Platz, den die Türkei gegen Montenegro für sich entscheiden konnte. Dalgıç kam in sechs der sieben Spiele zum Einsatz und erzielte 24 Punkte.

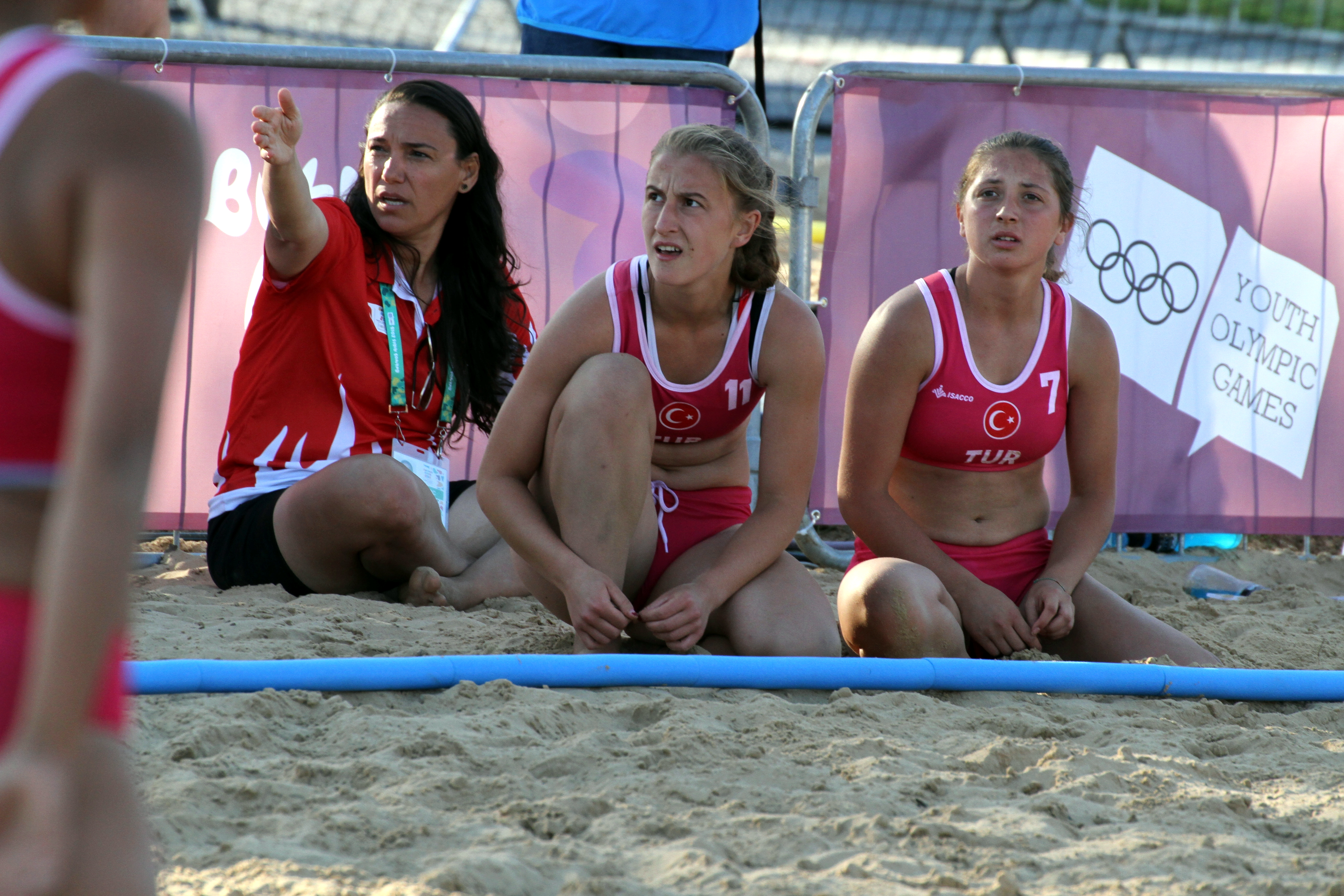
Dalgıç (Mitte) und Beyzanur Türkyılmaz (rechts) beobachten den Spielverlauf beim Vorrundenspiel gegen Paraguay bei den Olympischen Jugendspielen

Obwohl die Türkei die direkte Qualifikation verpasst hatte, konnte sie als nachrückende Mannschaft an den Olympischen Jugend-Sommerspielen 2018 von Buenos Aires teilnehmen, da andere qualifizierte Nationen ihre Mannschaften in anderen Sportarten antreten ließen und abgesehen von den Gastgebern jede Nation nur zwei Mannschaften pro Geschlecht bei den Spielen starten lassen durften. Das erste Spiel gegen die argentinischen Gastgeberinnen endete mit einer klaren Niederlage in zwei Sätzen, vor allem im ersten Satz wurden die Türkinnen mit 20-6 geradezu deklassiert. Dalgıç erzielte vier Punkte und war damit neben Serap Yiğit, Beyzanur Türkyılmaz und Beyza Karaçam beste Werferin ihrer Mannschaft. Auch das zweite Spiel gegen Venezuela ging wie das dritte Spiel gegen die Mitfavoritinnen aus den Niederlanden klar verloren. In beiden Spielen blieb Dalgıç gänzlich ohne Treffer und wurde vor allem in der Defensive aufgeboten. Gegen Paraguay konnte immerhin der erste Satz des Turniers gewonnen werden, dennoch verlor die Türkei im Shootout. Gegen die Mannschaft Hongkongs konnte das erste Spiel des Turniers in zwei knappen Abschnitten gewonnen werden. Dalgıç war in der Offensive vor allem durch drei Torvorlagen auffällig. In der Tabelle der Vorrundengruppe waren die Türkinnen dank des Sieges Vorletzte geworden und standen dennoch nur in der Platzierungsrunde.

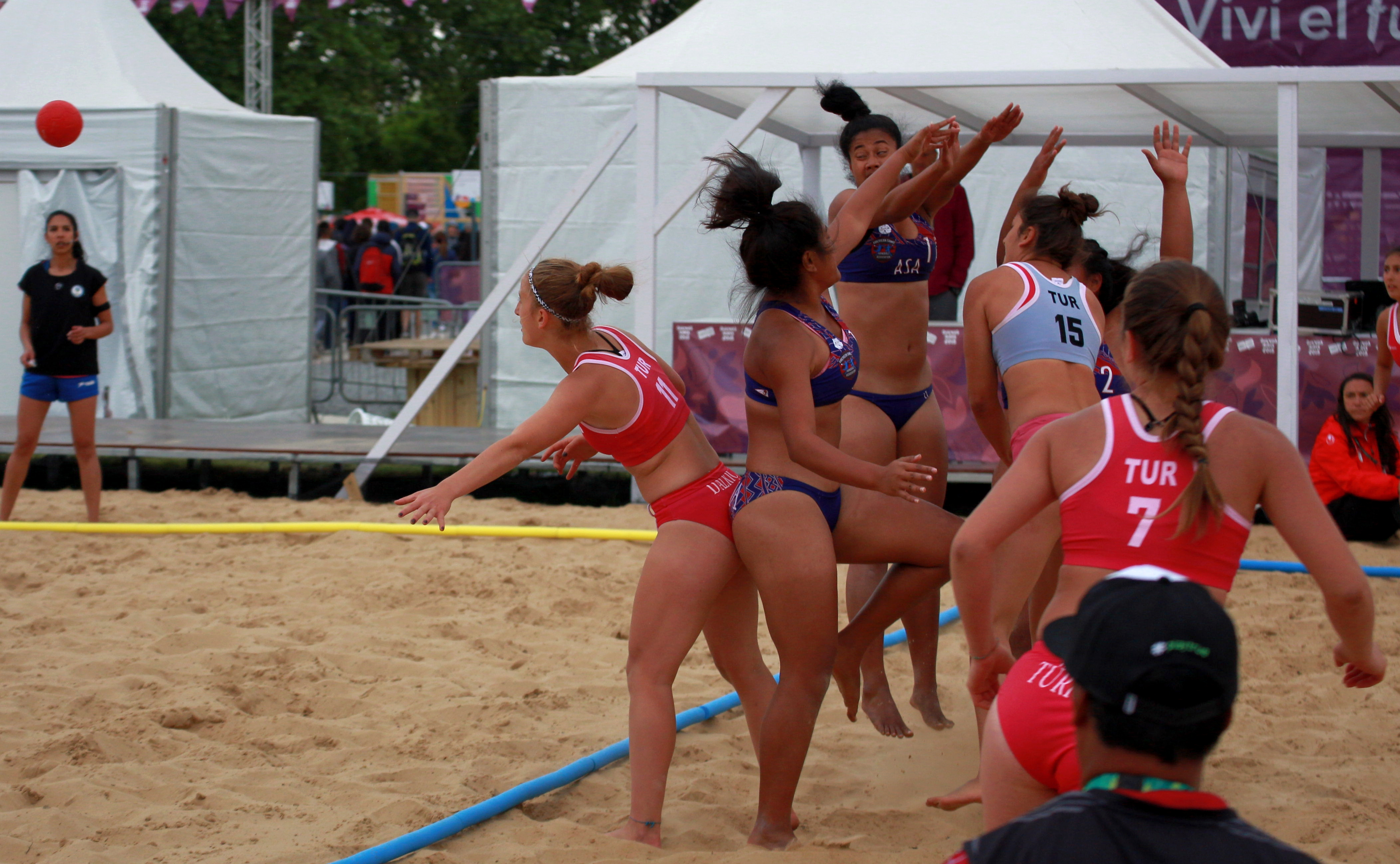
Dalgıç sperrt den Weg für den Wurf von Beyza Karaçam im Trostrundenspiel gegen Amerikanisch-Samoa bei den Olympischen Jugendspielen frei; von links: Dalgıç, Imeleta Mata'utia, Philomena Tofaeono, Karaçam, Beyzanur Türkyılmaz

Deutlicher war der Sieg im nächsten Spiel gegen Amerikanisch-Samoa. Dalgıç gab sieben Vorlagen zu türkischen Treffern, wurde einmal zu einem Strafstoß gefoult, foulte aber auch einmal Strafwurfreich und erhielt eine Zeitstrafe. Gegen Russland gab es wieder eine deutliche Niederlage. Dalgıç war erneut fast ausschließlich in der Abwehr eingesetzt und verursachte wieder einen Strafwurf. Zudem leistete sie sich vier schwerwiegende Ballverluste. Das letzte Spiel in der Platzierungsgruppe war erneut ein deutlicher Sieg über Mauritius, Dalgıç reihte sich, ohne besonders aufzufallen, in eine geschlossene Mannschaftsleistung ein. Mit insgesamt sechs Punkten wurde die Türkei Dritte der Platzierungsrunde und musste im Spiel um Platz neun erneut gegen Hongkong antreten, das dieses Mal deutlich geschlagen wurde. Mit 19 Punkten aus neun Spielen traf Dalgıç nach Dilek Yılmaz zu den zweitwenigsten Feldspielerpunkten ihrer Mannschaft. Andererseits war sie mit 20 Torvorlagen neben Beyzanur Türkyılmaz hinter Serap Yiğit die zweitbeste Türkin in dieser Kategorie.

## Einzelbelege
1. ↑  Bayanlar Hentbol Ligi Takım Kadroları. In: Sporasigi.com. Abgerufen am 22. Juni 2021 (türkisch).
2. ↑  European Handball Federation - 2018 Women's ECh Beach Handball 18 / Final Tournament. Abgerufen am 22. Juni 2021 (englisch).
3. ↑  2018 Summer Youth Olympics Official Result Book Beach handball

| Personendaten    | Personendaten                                  |
| ---------------- | ---------------------------------------------- |
| NAME             | Dalgıç, Elif                                   |
| ALTERNATIVNAMEN  | Dalkic, Elif                                   |
| KURZBESCHREIBUNG | türkische Handball- und Beachhandballspielerin |
| GEBURTSDATUM     | 22. Juni 2001                                  |
| GEBURTSORT       | Çankırı                                        |